# Beaucarnea guatemalensis
Beaucarnea guatemalensis är en sparrisväxtart som beskrevs av Joseph Nelson Rose. Beaucarnea guatemalensis ingår i släktet Beaucarnea och familjen sparrisväxter. Inga underarter finns listade i Catalogue of Life.